# Cattleya araguaiensis
Cattleya araguaiensis là một loài thực vật có hoa trong họ Lan. Loài này được Pabst mô tả khoa học đầu tiên năm 1967.

## Hình ảnh

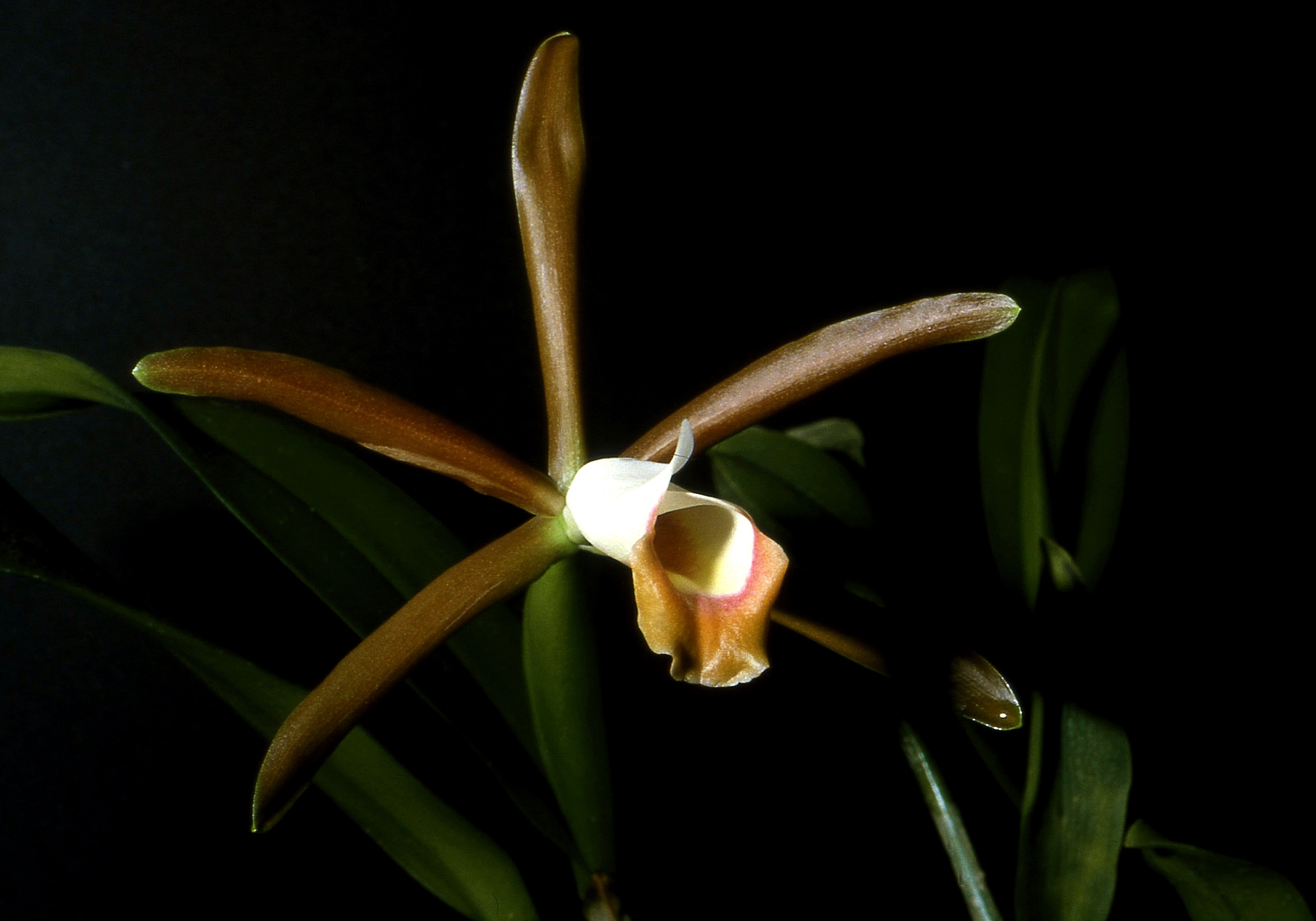
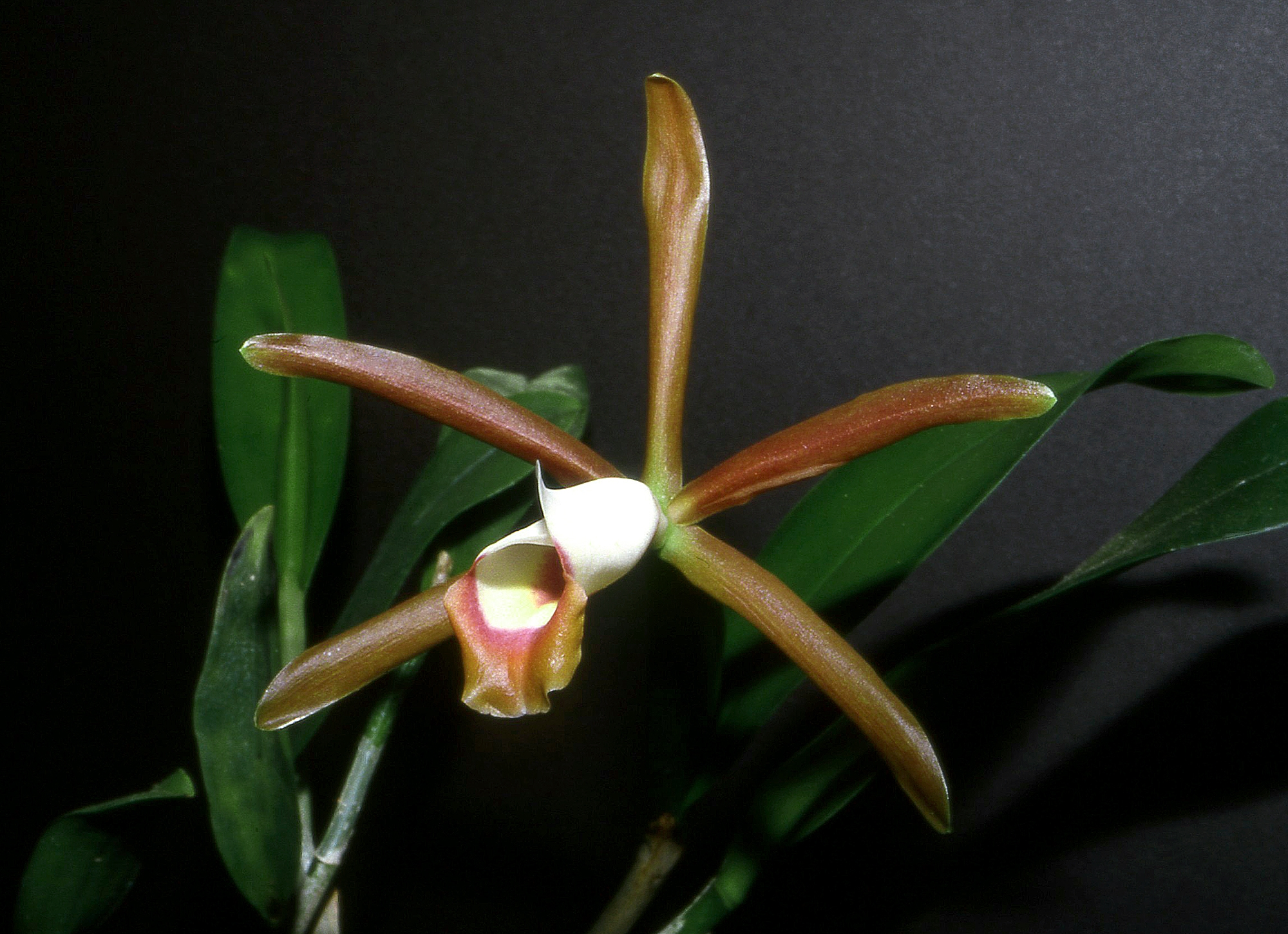
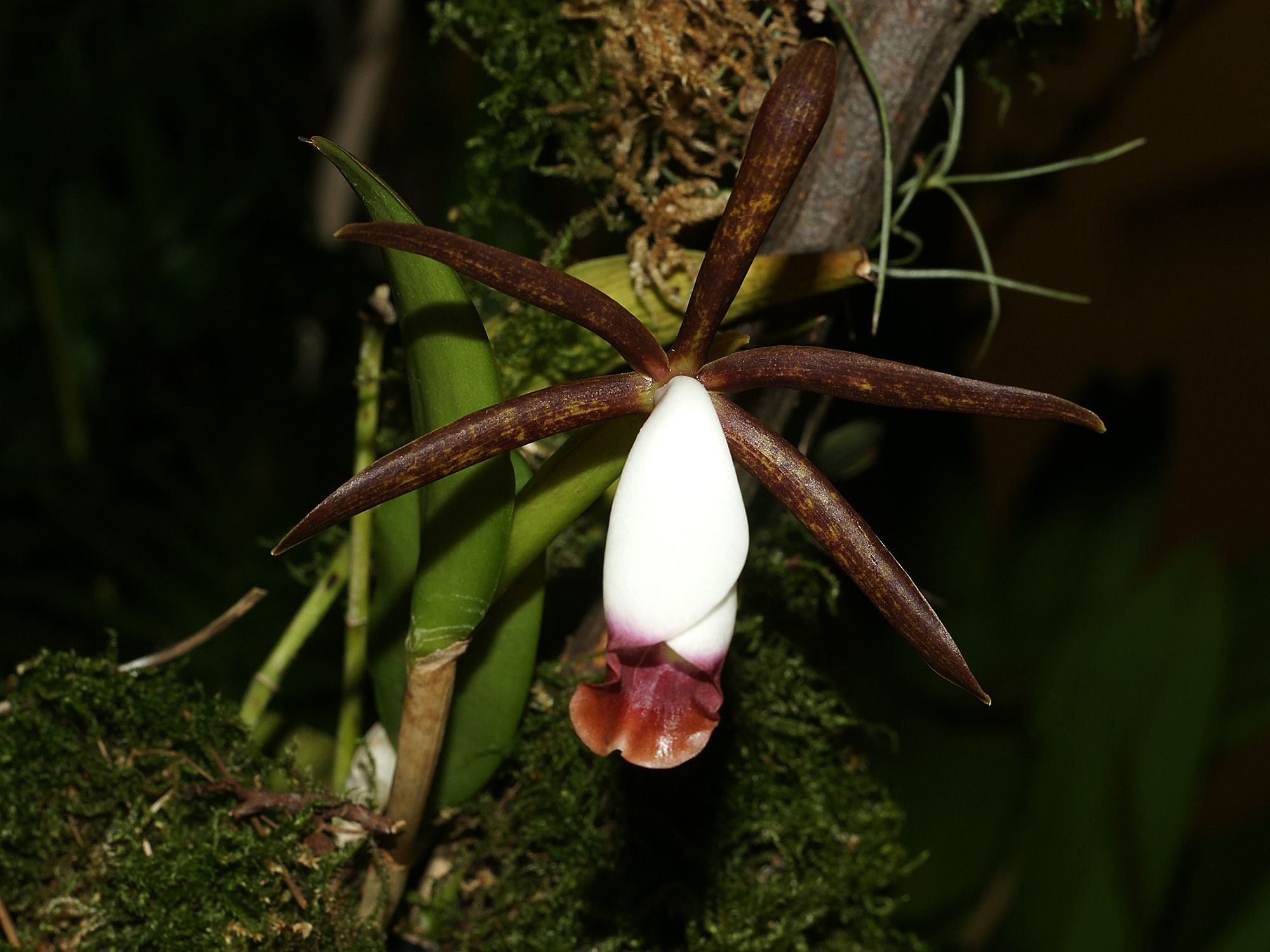
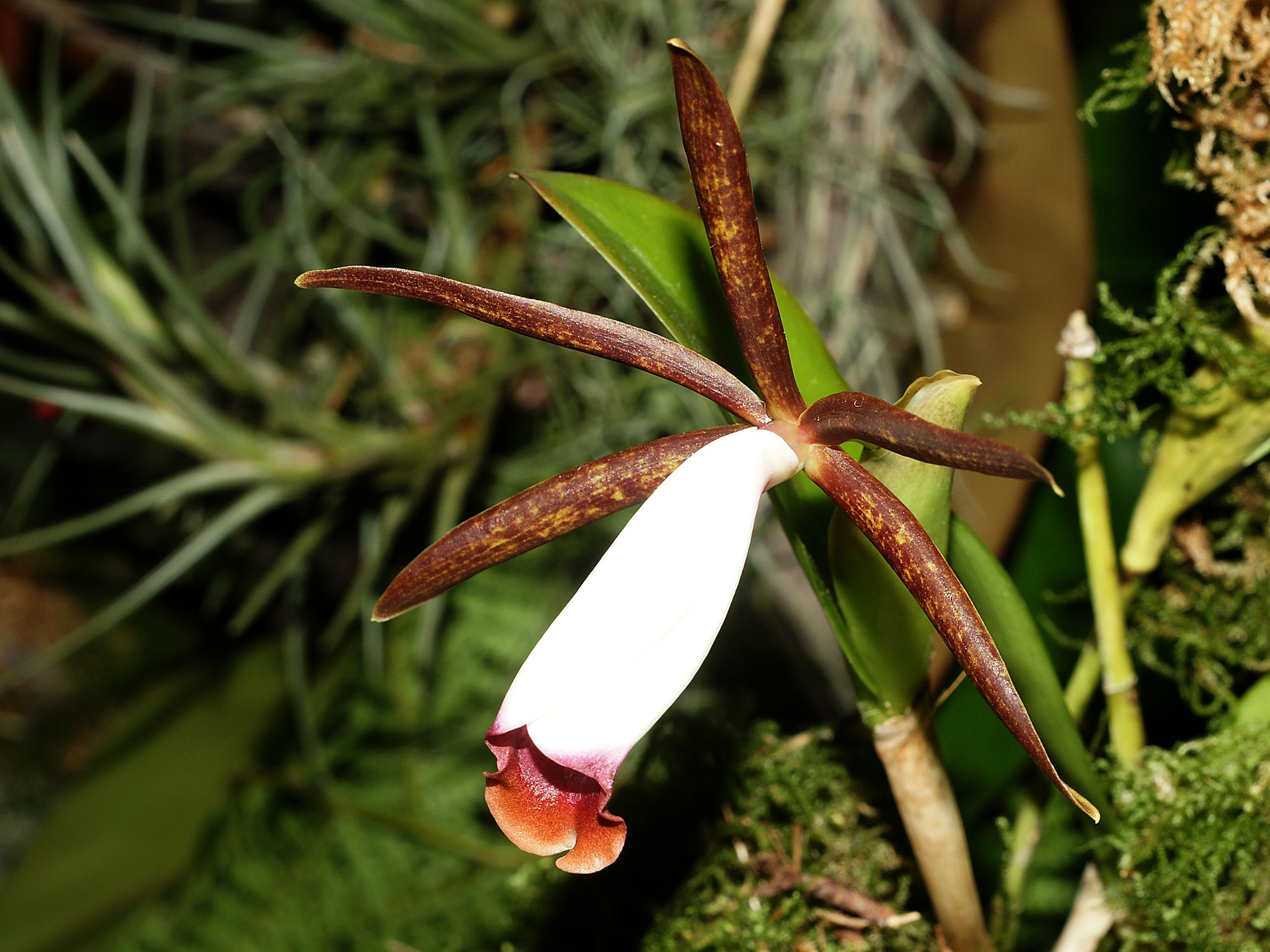